# Mario Ruspoli
Mario Ruspoli (Roma, 17 de juny de 1925 - Villepinte, Seine-Saint-Denis, 13 de juny de 1986) és un director de cinema, documentalista, fotògraf i escriptor italià, proper a Chris Marker, i que va treballar fonamentalment a França.

## Biografia
Era net del príncep Mario Ruspoli de Poggio Suasa, i fill de l'egiptòleg Edmondo Ruspoli de Poggio Suasa i Marthe-Marie de Pineton de Chambrun, coneguda família noble romana
Va estudiar entre Roma, París i Anglaterra, parlava, a més de l'italià parlava amb fluïdesa i sense accent francès i anglès. L'apassionava l'entomologia, el jazz i la pintura. Un dels seus desitjos era modificar la butlla papal que li permetia, com a hereu de la família, entrar a una església a cavall per la seva moto, que conduïa a dures penes, ja que era daltònic.
La seva obra, sovint oblidada, és de gran importància en la història del documental modern, així com la de Jean Rouch, Michel Brault o fins i tot Pierre Perrault. És realment un d'aquests experimentadors que ha sabut posar els avenços tècnics del rodatge i la gravació de so (càmeres més lleugeres, primeres gravadores sincronitzades) en benefici de la creació artística i un ideal del documental resumit per l'expressió, de vegades controvertida, de “ Cinéma vérité”. També es va afirmar com a teòric del documental, escrivint el 1963 un important manifest per al cinema directe Groupe synchrone cinématographie léger.
El 1956, va realitzar una pel·lícula a les Açores sobre els darrers pescadors baleners amb arpon, Les Hommes de la baleine, un document sobre una pràctica pràctica gairebé desapareguda.
El 1961 amb Michel Brault i Roger Morillère va rodar els operadors de Chronique d'un été de Jean Rouch, dos documentals sobre els agricultors de la Losera, Les Inconnus de la terre, i el tractament de les malalties mantals, Regard sur la folie, Pel·lícules que li han valgut l'estima de companys i personalitats com Roland Barthes o Edgar Morin.
Algunes de les seves obres, Ombres et lumières de Rome i Aventures en pays étrusque són homenatges a la seva terra natal a Itàlia.
Gran amiv de l'humorists i dibuixant Chaval, va realitzar dues pel·lícules després de la seva mort en homenatge seu a partir dels seus dibuixos, Chaval et Le Chavalanthrope.
El seu interès per la gastronomia i les seves habilitats culinàries es revelen al seu llibre "Petit bréviaire de la cuisine étrusque et romaine" il·lustrat per l'humorista Mose.
Durant els anys 1980, va produir diversos programes sobre art mural de paleolític, Cro-Magnon, premier artiste i L'Art du monde des ténèbres, i el Corpus Lascaux. També va publicar Lascaux, un nouveau regard (Bordas, octobre 1986, amb la col·laboració dels seus amics prehistòriadors Brigitte i Gilles Delluc).
Del seu primer matrimoni amb Claude Delmas (1924-2016), filla de l'armador Franck Delmas de La Rochelle, va tenir dos fills, Stéphane, escriptor especialitzat en religions, i Fabrizio, proprietari d'un hotel a Marraqueix. Es va casar en segones noces amb la cineasta Dolorès Grassian, i en terceres noces amb Dominique, amb qui va tenir dos fills més.

## Filmografia
- 1956: Les Hommes de la baleine
- 1961: Les Inconnus de la terre
- 1962: Regard sur la folie
- 1963: Méthode I (manifest drl « cinéma direct »)
- 1963 : Un noir américain
- 1964: Le Dernier Verre
- 1964 : In vino veritas
- 1964 : Les apprentis
- 1964 : Renaissance (sobre la descolonització de Tunísia)
- 1965: Baath Omah
- 1966 : Huit portraits de Sicile
- 1966 : Dans les rues de Palerme
- 1967 : La rencontre
- 1967 : Le vif mariage
- 1967 : Série Petite Ville (6 episodis de 25 min)
- 1968: Portrait d'un humoriste : Chaval[4] (documentaire)
- 1969 : Les loups et les faucons (Reportatge sobre Félix Rodriguez de la Fuente.)
- 1971 : Chaval)
- 1972 : Chavalanthrope
- 1972: Vive la baleine
- 1972: Le Chavalanthrope
- 1978 : Rendez-vous avec Michel Bouillon
- 1980 : Cro-Magnon, premier artiste
- 1983 : Corpus Lascaux
- 1984 : L'art au monde des ténèbres.[5]

## Llibres
- Blues: poésie de l'Amérique noire, Illustrations de Francis Mazière. Publications techniques et artistiques, Paris, 1947.
- À la recherche du cachalot. Éditions de Paris, 1955
- Pour un nouveau cinéma dans les pays en voie de développement : le groupe synchrone cinématographique léger. Unesco, Paris, 1963.
- Petit bréviaire de la cuisine étrusque et romaine, Illustrations Mose. Chez l'Auteur, 1975
- Revivre Venise avec les grands voyageurs. Maison du livre italien, Paris, 1980.
- Lascaux : un nouveau regard. Bordas, Paris, 1986.